# 箣柊
箣柊（学名：Scolopia chinensis）为大风子科箣柊属下的一个种。

## 扩展阅读
- 維基物種上的相關：箣柊